# Un feu d'artifice improvisé
Un feu d'artifice improvisé er en fransk stumfilm fra 1905 af Georges Méliès.